# Дејвид Бушнел
Дејвид Бушнел (1742–1824) је био амерички проналазач из периода Америчког рата за независност.

## Биографија
Бушнел је рођен у Вестбруку у Конектикату. Бушнел је проучавао експлозије барута под водом и проблем подводне вожње. По избијању Америчког рата за независност, Бушнел гради подморницу Корњача с којом је 1776. године извршен први подводни напад у историји поморског ратовања (Езра Ли је подморницом напао британску фрегату у њујоршкој луци). Децембра 1777. године, Бушнел је изумео мине које су пуштане реком Делавер на британске блокадне бродове усидрене на ушћу. Ове акције нису имале успеха. Разочаран, Бушнел одлази у Француску, а затим се настанио у Џорџији где је као лекар живео под другим именом. Умро је 1824. године у Џорџији. 